# Taraxella
Taraxella is een geslacht van spinnen uit de familie springspinnen (Salticidae).

## Soorten
De volgende soorten zijn bij het geslacht ingedeeld:
- Taraxella hillyardi Wanless, 1987
- Taraxella petrensis Wanless, 1987
- Taraxella reinholdae Wanless, 1987
- Taraxella solitaria Wanless, 1984
- Taraxella sumatrana Wanless, 1987